# Maria Barnas
Maria Barnas (Hoorn, 28 augustus 1973) is een Nederlandse schrijver, dichter en beeldend kunstenaar. In haar geschreven en beeldende werk zijn tekst en beeld gelijkwaardig.

## Levensloop
Maria Barnas studeerde aan de Rietveld Academie en de Rijksakademie te Amsterdam.
Ze publiceerde drie romans. Haar poëziedebuut Twee zonnen (2003) werd bekroond met de C. Buddingh'-prijs en in 2009 ontving zij de J.C. Bloemprijs voor Er staat een stad op. In 2005 verscheen Binnenzee, een wandeling in dichtvorm. In 2013 volgde haar derde poëziebundel Jaja de oerknal, bekroond met de Anna Bijns Prijs en genomineerd voor de VSB Poëzieprijs. Haar meest recente dichtbundel is Diamant zonder r (2022), verschenen bij Uitgeverij Van Oorschot.
Maria Barnas onderzoekt in gedichten, sculpturen en films concrete aspecten van taal en hoe taal beïnvloedt wat wij zien. De waarneming staat steeds centraal in haar werk. Song for three rooms, in 2018 getoond door het Kröller-Muller Museum, is een installatie met glazen objecten en geluid, gebaseerd op het idee van formuleren en waarnemen als een langgerekt en gefragmenteerd aftasten. Stotterend, dan weer vloeiend, laat Maria Barnas TR-EYE-ING klinken: een enkel woord dat drie ruimtes beslaat. zie https://krollermuller.nl/maria-barnas-song-for-three-rooms
Things I Should Have Said (2021) is een serie porseleinen objecten die zijn ontstaan doordat Barnas spreekt met klei in haar mond. Het onzegbare en het moeilijk uitspreekbare, krijgt op deze manier vorm. Zie:https://www.annetgelink.com/artists/86-maria-barnas/works/other-works
Als writer in residence werkte Barnas bij de Jan van Eyck Academie in Maastricht en publiceerde in 2012 daar over Cees Braakman (1917-1995), de meubelontwerper van Pastoe en haar verzameling van zijn meubels.
Op 18 november 2017 werd haar muurgedicht Bloem buiten onthuld op het Natuurhistorisch Museum Maastricht met op de website 'Dichter in Beeld' vertalingen in 25 talen.
Maria Barnas, van 2007 tot 2010 columnist voor het Cultureel Supplement van NRC Handelsblad, is poëzie-medewerker van NRC Handelsblad.
Maria Barnas is redacteur van literair tijdschrift De Gids en als advisor verbonden aan de Rijksakademie, Amsterdam.
Op 1 april 2016 werd zij benoemd tot lid van de Akademie van Kunsten.
Op 14 januari 2022 werd zij benoemd tot stadsdichter van de gemeente Alkmaar tot 1 november 2023.

## Literaire werken

### Romans
- Engelen van ijs (1997, De Arbeiderspers, Amsterdam)
- De baadster (2000, De Arbeiderspers, Amsterdam)
- Altijd Augustus (2017, Van Oorschot, Amsterdam)

### Poëzie
- Twee zonnen (2003, De Arbeiderspers, Amsterdam)
- Binnenzee, een wandeling in dichtvorm (2005)
- Er staat een stad op (2007, Arbeiderspers, Amsterdam)
- Jaja de oerknal (2013, De Arbeiderspers, Amsterdam)
- Nachtboot (2018, Van Oorschot, Amsterdam)
- Diamant zonder r (2022, Van Oorschot, Amsterdam)
- Park Meerwijk (2022, Polak & Van der Kamp, Bergen (N.-H.))
- Bauhaus in Bergen (2023, Polak & Van der Kamp, Bergen (N.-H.))

### Essays
- Fantastisch: observaties over kunst en werkelijkheid (2010, Arbeiderspers, Amsterdam), bundeling NRC Handelsblad CS columns. 288 p.
- Braakman en ik (2012, Jan van Eyck Academie, Maastricht) 44 p.
  - Doordeweeks = On a weekday (2005, De Verbeelding, Amsterdam), Essay van Maria Barnas bij vijftien fotoreportages van het leven van mensen in utiliteitsgebouwen.
  - Schrijversportretten (2010, Letterkundig Museum, Den Haag), Essay van Maria Barnas bij de catalogus van de galerij van geschilderde en getekende schrijversportretten in het Letterkundig Museum.
  - Ooggetuigen (2020, Bonnefanten, Maastricht), Essay van Maria Barnas Anatomie van de geest over de Mind Study van Mark Manders.

### Vertalingen van haar werk
- Tamo gdje treba biti tiho / Waar het stil moet zijn (2013, Brutal, Zagreb) vertaalde verzamelde gedichten in het Kroatisch
- Poèmes (2017, La Traductière, Paris) traduction en français Jan H. Mysjkin, traduction en anglais John Irons
- Problemwolf (2018, Edition Virgines, Düsseldorf) door Stefan Wieczorek vertaalde gedichten in het Duits.[6]
- (es)  (ca)  Sí sí el big bang (2022, Capilla del Monte, Detodoslosmares) Traducción y palabras preliminares de Alejandra Szir

## Literaire prijzen en nominaties
- 1998: Genomineerd voor de Debutantenprijs voor Engelen van ijs
- 2004: C. Buddingh'-prijs (en genomineerd voor de Jo Peters Poëzieprijs) voor Twee zonnen
- 2009: J.C. Bloem-poëzieprijs voor Er staat een stad op
- 2014: Anna Bijns Prijs Poëzie (en genomineerd voor de VSB Poëzieprijs) voor Jaja de oerknal.
- 2015: Elisabeth van Thüringenprijs Projectprijs voor kunst in de gezondheidszorg voor Binnenzee.[7][8]
- 2016: Leo Herberghs Poëzieprijs; uitgereikt op 9 juli 2016 in het Glaspaleis Schunck* te Heerlen;[9]
- 2019: genomineerd voor De Grote Poëzieprijs en Herman de Coninckprijs voor Nachtboot
- 2021: Ger Fritz-Prijs van De Eenzame Uitvaart voor haar gedicht Lied van de vuilnisman.[10]

## Beeldende kunst
Solo tentoonstellingen
- 2019      Song for Three Rooms, Kröller-Müller museum, Otterlo
- 2018      We are Turning Corners, Galerie Annet Gelink
- 2017      Sputter Fiction, Nationaal Glasmuseum, Leerdam
- 2016      Rhubarb Rhubarb, Museum De Hallen, Haarlem
- 2016      The Planet O, Galerie Annet Gelink
- 2014      Then, Then, The Bakery, Galerie Annet Gelink
- 2011      The Lost Park, MAMAM, Recife Brazil
- 2010      The Living Room, Klemm's gallery, Berlin
- 2010     The Lost Park, Schunck Glaspaleis, Heerlen
- 2008      Reposition, Buro Leeuwarden
- 2008     Masterpieces, Scheltema, Leiden
- 2001      One Room to Say Nine Goodbyes in, Playstation Fons Welters

Werk in publieke ruimte
- 2017       You Say Time is a River, AMC, Amsterdam www.yousaytime.com
- 2005       Binnenzee, opdracht SKOR Amsterdam
- 2000       De Ontmoeting, Diemerzeedijk, opdracht van de Gemeente Amsterdam

Toneelstukken
- 2004      Het Pianomeer, in samenwerking Michel Sluysmans & Vincent van Warmerdam, Orkater
- 2014      Judee Sill, om samenwerking met Michel Sluysmans & Vincent van Warmerdam, Orkater

- Bibsys: 68503
- Biblioteca Nacional de España: XX6435776
- Bibliothèque nationale de France: cb136204693 (data)
- Catàleg d'autoritats de noms i títols de Catalunya: 981060719373206706
- Digitale Bibliotheek voor de Nederlandse Letteren: barn004
- Gemeinsame Normdatei: 135909511
- International Standard Name Identifier: 0000 0000 7838 6901
- Library of Congress Control Number: nr97035262
- Nationale en Universitaire bibliotheek Zagreb: 000607508
- Nederlandse Thesaurus van Auteursnamen: 158077180
- RKD-Nederlands Instituut voor Kunstgeschiedenis: 206177
- Système universitaire de documentation: 159094259
- Union List of Artist Names: 500563579
- Virtual International Authority File: 80345581
- WorldCat: E39PBJfh9mTQXcgCcHWy4mxRrq